# Ariaspes (Drangiana)
Els ariaspes (en llatí ariaspae, en grec antic Ἀριάσπι) van ser una tribu de Drangiana, que vivia a la part sud, tocant a Gedròsia.
El nom dels seus habitants està escrit de diverses formes, segons els autors. Agriaspae, segons Quint Curci Ruf, Zariaspae, segons Plini el Vell, i Arimaspae segons Diodor de Sicília. Flavi Arrià diu que el nom original de la tribu era Ariaspae, però que després d'haver ajudat Cir II el Gran en la guerra contra els escites, van rebre el nom d'evergetes, (εὐεργεται, benefactors). Sembla que Diodor de Sicília va confondre els ariaspes amb la tribu que vivia al nord d'Escítia, els arimaspes. Claudi Ptolemeu parla d'una ciutat, Ariaspa, (Ἀριάσπη), que era la segona ciutat de Drangiana.